# هور عودة
هور عودة وهو أحد الاهوار في العراق في قضاء الميمونه في ميسان وكان من ضمن الاهوار المجففة كليا في زمن الرئيس السابق للعراق صدام حسين ثم عادت له المياه بصورة طبيعية بعد 2003 لتغمر مساحة كبيرة منه بنسبة 95% من مساحته الكلية وتوجد تجمعات سكانية على جوانب الهور وتتم تغذية هذا الهور وانعاشه بالمياه من خلال منافذه من داخل العراق وهي نهر بريده نهر العدلة نهر المشاحيف نهر أبو طابيج ونهر الرفاشيه تتغذى هذه الأنهار من نهر نهر العريض وهذا النهر فرع من نهر البتيره عبر جسر الشذيريه كان هذا الهور سابقا يصب بالأهوار الوسطى وحاليا مغلق بسبب الإجراءات التي اتخذت من قبل النظام السابق أثناء عملية التجفيف والمساحة المغموره له بحدود 70 كم2 مايعادل طول 15 كم2 وعرض 5 كم2 ولا يوجد منسوب للمياه لعدم وجود مقياس لمنسوب المياه.